# Pont Ta Khmao
Le pont Ta Khmao est un pont traversant le Bassac au sud de Phnom Penh, au Cambodge, il a reçu le nom de quatrième pont de l'amitié Chine-Cambodge. C'est avec le Pont Monivong, l'un des deux seuls ponts franchissant le Bassac dans le pays.